# Gueugnon
Gueugnon – miejscowość i gmina we Francji, w regionie Burgundia-Franche-Comté, w departamencie Saona i Loara.
Według danych na 2018 r. gminę zamieszkiwało 6948 osób.